# Lebeckia wrightii
Lebeckia wrightii är en ärtväxtart som först beskrevs av William Henry Harvey, och fick sitt nu gällande namn av Harry Bolus. Lebeckia wrightii ingår i släktet Lebeckia och familjen ärtväxter. Inga underarter finns listade i Catalogue of Life.

## Bildgalleri